# Lengpui
Lengpui est une municipalité dans le district de Mamit dans l’État indien du Mizoram.
Dans le recensement Indien de 2001, Lengpui avait une population de 2423 habitants. Les hommes constituaient 51 % de la population. Lengpui avait un taux de l’alphabétisation de 80 %, supérieur à la moyenne nationale de 59,5 %. Les hommes étaient 81 % à pouvoir lire et écrire, les femmes 78 %. À Lengpui, 17 % de la population a moins de 6 ans.
L'agriculture est l'activité économique principale de Lengpui. En dehors de celle-ci, les deux employeurs principaux sont l'aéroport de Lengpui et le Collège St Xavier.

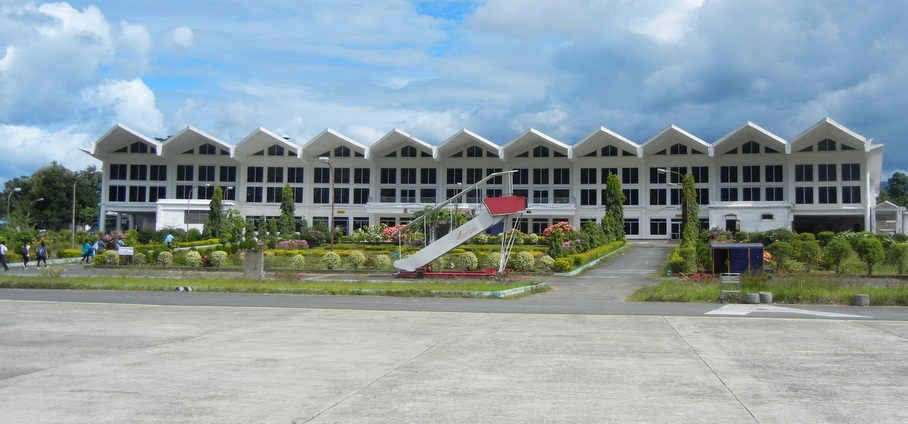
Bâtiment de l'aéroport.